# Негидальский язык
Негида́льский язы́к — язык негидальцев, распространённый в Хабаровском крае России, в нижнем течении Амура и среднем течении р. Амгуни. Относится к тунгусской ветви тунгусо-маньчжурских языков, наиболее близок эвенкийскому.

## Лингвогеография
По данным переписи населения 2002 года, негидальцев насчитывалось 567 человек, из которых 147 человек владели негидальским языком. К 2010 году число носителей сократилось до 74. Однако, по оценкам лингвистов, полноценных носителей насчитывалось всего трое, ещё ряд людей знало язык пассивно.
Язык очень ограниченно используется для общения в быту и при совместной производственной деятельности; кроме того, на нём существует устный фольклор. В настоящее время все негидальцы в той или иной мере владеют и русским языком.

### Диалекты
Язык имеет два говора — низовской (нижне-амгуньский) и верховской (верхне-амгуньский). Носителей низовского диалекта, по-видимому, уже не осталось.
В ходе полевого исследования, проведённого в районе Амгуни в 2017 году, не удалось найти ни одного активного носителя низовского диалекта. При этом исследователям удалось найти семь активных носителей верховского диалекта со степенью владения от свободного до возможности воспроизвести только отдельные слова и фразы. В числе причин исчезновения языка исследователи называют распространение русскоязычных школ-интернатов, добровольные и принудительные переселения, желание родителей, считавших негидальский бесперспективным языком, передать детям в первую очередь русский язык, а также частые межэтнические браки.

## Письменность
Первый вариант негидальского алфавита был разработан М. М. Хасановой в 1992 году и в мае 1993 утверждён властями Хабаровского края, но в те годы этот алфавит остался без применения. Первый опыт применения негидальской письменности — электронный учебник для начальных классов, вышедший в 2010 году.
Негидальский алфавит:
| А а | Б б | В в | Г г | Ғ ғ | Д д | Е е | Ё ё | Ж ж | З з |
| Ӡ ӡ | И и | Й й | К к | Л л | М м | Н н | Ӈ ӈ | О о | Ө ө |
| П п | Р р | С с | Т т | У у | Ф ф | Х х | Ц ц | Ч ч | Ш ш |
| Щ щ | Ъ ъ | Ы ы | Ь ь | Э э | Ю ю | Я я |     |     |     |

Долгота гласных на письме обозначается макронами.
В декабре 2016 года в Хабаровском крае был издан негидальский букварь «Њеғида букварь», где используется изменённый вариант этого алфавита — присутствует буква Њ њ, но отсутствует Ө ө.

## Лингвистическая характеристика

### Фонетика
Вокализм негидальского языка — восьмичленный: /i, ɛ, a, ɘ, u, ɯ, o, ɔ/. Языку свойственна гармоническая упорядоченность гласных (сингармонизм).
|         | Передний ряд          | Смешанный ряд             | Задний ряд       |
| ------- | --------------------- | ------------------------- | ---------------- |
| Верхние | /i, iː/ и, ӣ ⟨и⟩      |                           | /u, uː/ у, ӯ ⟨у⟩ |
| Верхние | /ɪ, ɪː/ е(и̇) е̄(и̇) ⟨е⟩ |                           | /ʊ/ ⟨о⟩          |
| Средние | /eː/ е̄                | (ө)                       | /o, oː/ о, о̄ ⟨о⟩ |
| Средние | /eː/ е̄                | /ə, əː/ э~э°, а̣̄~о̣̄ ⟨э⟩~⟨е⟩ | /o, oː/ о, о̄ ⟨о⟩ |
| Нижние  |                       | /a, aː/ а, а̄ ⟨а⟩          | (ɔ, ɔː) ⟨о⟩      |

При рассмотрении гласных фонем негидальского языка необходимо учитывать их варианты, которые зависят от различных условий:
- нахождение в первых или не в первых слогах слова;
- длительность гласных;
- ассимилятивное воздействие смежных согласных.

В первых слогах артикуляционная специфика проявляется в отношении узких гласных типа и /i/ и у /u/. Если эти гласные исторически восходят к гласных первой группы (так называемого твёрдого ряда) и, у, они — как например в диалектах нанайского языка — характеризуются более низким подъёмом языка, что приближает их к типу гласных е /ɪ/ и о /ʊ/. К примеру: нег. дел [dɪl], эвенк. дил [dil] «голова»; нег. елан [ɪlan], эвенк. илан [ilan] «три»; нег. солахӣ [sʊlaxɪː], эвенк.  сулакӣ [sulakiː] «лиса»; нег. тоњӈа [tʊɲŋa], эвенк. тунӈа [tunŋa] «пять»; нег. ноӈан [nʊŋan], эвенк. нуӈан [nuŋan] «он, она, оно» и т.д.
В другой группе (так называемом мягком ряде) узких гласных (то есть гласных более высокого подъёма) подобных явлений не наблюдается, негидальские и эвенкийские и /i/ и у /u/ соответствуют друг другу.
По-особому отражаются и гласные типа [о], [ө~о̇]. Для тунгусо-маньчжурских языков (за исключением эвенкийского и удэгейских языков) характерно отсутствие оппозиции о/ӧ по степени подъёма языка, в отличие от языков монгольских и тюркских. Установленный для эвенского языка гласный ө в эвенкийском находит соответствие в виде у; в негидальском языке одними исследователями он воспринимается как о, другими — как ө.
Гласный более низкого подъёма — [о] — в негидальском языке воспринимается как «а-образный» [о].
Для негидальского языка, как и для других тунгусо-маньчжурских языков, характерна оппозиция кратких и долгих гласных. При этом долгота гласных особенно отчётливо выражена в начальных слогах, тогда как в неначальных она на слух воспринималась как «ударение». Долгота гласных обозначается макроном.
Гласный э /ə/ — сингармонический антипод а — в зависимости от комбинаторных условий реализуется в виде четырёх-пяти аллофонов: э /ə/, э° /ə̹/, е /ʲə/, а̣̄~о̣̄ /əː/.
Долгота гласных в негидальском языке, как и в ряде эвенкийских и эвенских говоров, оказывает влияние на произношение гласного мягкого ряда э, который под воздействием количественного фактора принимает особый качественный оттенок, приближаясь в своём звучании в любом слоге к [а̣̄]~[о̣̄].
Ассимилятивное влияние согласных связано с активным органом, участвующим в их образовании, а именно — с губно-губными и среднеязычными согласными.
Огублению в негидальском языке подвергается широкий гласный э /ə̹/ (иногда а) после губных согласных п, б, м, в.
Влияние среднеязычных согласных ч, ӡ, њ, й в негидальском языке отражается на артикуляции краткого гласного смешанного ряда э, который после указанных согласных звучит как более продвинутый вперёд и более высокий по подъёму аллофон е (э). Цинциус в своей работе от 1982 года то, что описывается как čə, ǰə, ňə, в этой книге повсеместно упоминается как če, ǰe и ňe. Это могло быть сбито с толку палатализацией предыдущего согласного. Как отмечает лингвист Синджиро Кадзама, вполне возможно, что это интерференция русского языка, который является для неё родным.

#### Гармония гласных
Гармонию гласных в негидальском языке можно представить в виде деления гласных на две гармонирующие и одну нейтральную группы, а именно: 
- 1) твёрдой группы (а-гармония) — а, а̄, о, о̄, е(и̇) (первый слог), е̄(и̇) (как правило в первом слоге), е̄;
- 2) мягкой группы (э-гармония) — и, ӣ, э, э̄;
- 3) нейтральной группы — у, ӯ (оба в неначальном слоге), которые могут находиться как в словах первой группы, так и словах с гласными второй группы.

|          | Губно-губные | Губно-губные | Переднеязычные | Переднеязычные | Среднеязычные | Среднеязычные | Заднеязычные | Заднеязычные | Увулярные |
| Глухие   | Звонкие      | Глухие       | Звонкие        | Глухие         | Звонкие       | Глухие        | Звонкие      |              | Увулярные |
| -------- | ------------ | ------------ | -------------- | -------------- | ------------- | ------------- | ------------ | ------------ | --------- |
| Смычные  | п /p/ ⟨п⟩    | б /b/ ⟨б⟩    | т /t/ ⟨т⟩      | д /d/ ⟨д⟩      | ч /t͡ʃʲ/ ⟨ч⟩   | з̌ /d͡zʲ/ ⟨ӡ⟩   | к /k/ ⟨к⟩    | г /g/ ⟨г⟩    | (ӄ/к̌) ⟨к⟩ |
| Носовые  |              | м /m/ ⟨м⟩    |                | н /n/ ⟨н⟩      |               | н' /ɲ/ ⟨њ⟩    |              | ӈ /ŋ/ ⟨ӈ⟩    |           |
| Щелевые  | (ф) /ɸ/      | в /w/ ⟨в⟩    | с /s/ ⟨с⟩      | л /l/ ⟨л⟩      |               | й /j/ ⟨й⟩     | х /x/ ⟨х⟩    | (ɣ) /ɣ/ ⟨ғ⟩  | (ӽ/х̌) ⟨х⟩ |
| Дрожащие |              |              | (р) ⟨р⟩        |                |               |               |              |              |           |

Система согласных негидальского языка, как и тунгуссо-маньчжурских языков в целом, относительно проста. Всего в языке 18 основных согласных фонем. Основу её составляет оппозиция смычных — глухих и звонких, а также носовых согласных по признаку активных органов артикуляции. Щелевые не имеют пар звонкости. Некоторые из них являются всего лишь позиционными разновидностями смычных. Сюда относится интервальный аллофон заднеязычного смычного звонкого г, который в этом положении произносится как щелевой звонкий [ɣ]. Кроме того, в низовском говоре заднеязычные глухие к и х в некоторых случаях реализуются как увулярные ӄ и ӽ.
В середине слова наблюдаются оппозиционные оттенки согласных, что связано с положением между гласными или со стечением двух гласных. В соседстве с губными гласными аллофон [ɣ] принимает губный оттенок — [ɣʷ].
При стечении согласных звонкие смычные б, д, г и щелевой в перед другими смычными оглушаются — /bᵖ/, /dᵗ/, /wᶲ/, /gᵏ/.
В аналогичных случаях встречается оглушение носовых согласных — /ŋᵏ/, /mᵖ/, /nᵗ/.
Перед щелевым с смычный глухой к переходит в щелевой х — /kˣ/.
У низовских негидальцев под влиянием ульчского языка боковой л перед согласными иногда переходит в дрожащий р — /lʳ/.
В итоге основные оппозиционные оттенки согласных (фонема сверху над основной фонемой) можно представить в следующим виде: /bᵖ/, /dᵗ/, /gᵏ/, /wᶲ/, /ŋᵏ/, /mᵖ/, /nᵗ/, /kˣ/, lʳ. 

### Морфология
Язык является агглютинативным. В негидальском языке две части речи — имя и глагол. Имена делятся на существительные, прилагательные, числительные и местоимения в виде основы, внешне совпадающей с именительным падежом, выполняет в речи номинативную функцию.

#### Имя существительное
Имя существительное характеризуют категории числа, падежа, принадлежности, обладания, выделительности, сравнения, субъективности оценки. Категории грамматического рода нет, так же как и категории одушевлённости/неодушевлённости.
Единственное, или общее, число не имеет общего показателя, множественное число маркируется аффиксами -л, -сал, -сэл, -сел.
Систему склонения составляет 9 падежей.
| Падеж                | Вопросы (значение)                                                                   | Основа на гласный  | Основа на согласный                    | Основа на согласный | Основа на согласный | Основа на согласный |
| Падеж                | Вопросы (значение)                                                                   | Основа на гласный  | -ғ, -й, -л, -м, -ӈ                     | -к, -х, -п, -т, -с  | -н                  | афф. мн. ч.         |
| -------------------- | ------------------------------------------------------------------------------------ | ------------------ | -------------------------------------- | ------------------- | ------------------- | ------------------- |
| Именительный         | Кто? Что? Кого? Чего? (нет); Кем? Чем? (стать); Чей?                                 |                    |                                        |                     |                     |                     |
| Винительный (опр.)   | Кого? Что?; Про кого? Про что? (говорить); В течение чего?                           | -ва, -вэ, -ма, -мэ | -ва, -вэ, -ға, -ғэ, -ма, -мэ, -на, -нэ | -ка, -кэ, -па, -пэ  | -ма, -мэ            | -ба, -бэ            |
| Винительный (неопр.) | Кого? Чего?; Для кого? Для чего? (сделать)                                           | -йа, -йэ           | -йа, -йэ, -ња, -њэ                     | -йа, -йэ            | -а, -э              | -ла, -лэ            |
| Дательный            | Кому? Чему?; У кого? У чего?; За что? (держать); Где?; Когда?; За сколько?           | -дӯ                | -дӯ                                    | -тӯ                 | -дӯ                 | -дӯ                 |
| Направительный       | К кому? К чему?; Кому? Чему? (говорить); Куда?                                       | -ткӣ~-ттӣ          | -и-ткӣ                                 | -и-ткӣ              | -тихӣ~ -тикӣ        | -тихӣ~ -тикӣ        |
| Местный              | В кого? Во что?; На кого? На что?; До кого? До чего?; После чего?                    | -ла̄                | -ла̄                                    | -ла̄                 | -дула̄               | -дула̄               |
| Продольный           | По кому? По чему?; Вдоль кого? Вдоль чего?; Через кого? Через что?; За кого? За что? | -лӣ                | -лӣ                                    | -лӣ                 | -дулӣ               | -дулӣ               |
| Отложительный        | Из кого? Из чего?; От кого? От чего?; Откуда?                                        | -дуккой            | -дуккой                                | -туккой             | -дуккой             | -дуккой             |
| Творительный         | Кем? Чем?; С кем? С чем?; Как?                                                       | -ӡи                | -ӡи                                    | -чи                 | -ӡи                 | -ӡи                 |

| Падеж                | Основа на гласный | Основа на согласный | Основа на согласный | Основа на согласный | Основа на согласный |
| Падеж                | Основа на гласный | -ғ, -й, -л, -м, -ӈ  | -к, -х, -п, -т, -с  | -н                  | суфф. мн. ч.        |
| -------------------- | ----------------- | ------------------- | ------------------- | ------------------- | ------------------- |
| Именительный         | ӡо̄ (дом)          | ла̄ӈ (ловушка)       | ес (листвиница)     | ойон (олень)        | ӡо̄л (дома)          |
| Винительный (опр.)   | ӡо̄-ва             | ла̄ӈ-ва              | ес-па               | ойон-мо             | ӡо̄л-ба              |
| Винительный (неопр.) | ӡо̄-йа             | ла̄ӈ-ња              | ес-йа               | ойон-о              | ӡо̄л-ла              |
| Дательный            | ӡо̄-дӯ             | ла̄ӈ-дӯ              | ес-тӯ               | ойон-дӯ             | ӡо̄л-дӯ              |
| Направительный       | ӡо̄-ткӣ            | ла̄ӈ-и-ткӣ           | ес-и-ткӣ            | ойон-тихӣ           | ӡо̄л-тихӣ            |
| Местный              | ӡо̄-ла̄             | ла̄ӈ-ла̄              | ес-ла̄               | ойон-дула̄           | ӡо̄л-дула̄            |
| Продольный           | ӡо̄-лӣ             | ла̄ӈ-лӣ              | ес-лӣ               | ойон-дулӣ           | ӡо̄л-дулӣ            |
| Отложительный        | ӡо̄-дуккой         | ла̄ӈ-дуккой          | ес-туккой           | ойон-дуккой         | ӡо̄л-дуккой          |
| Творительный         | ӡо̄-ӡи             | ла̄ӈ-ӡи              | ес-чи               | ойон-ӡи             | ӡо̄л-ӡи              |

При выражении понятия принадлежности предмета различается три вида притяжания — прямое (неотчуждаемое, органическое), косвенное (отчуждаемое, относительное), и абсолютное, или самостоятельное. В первом случае к падежной форме существительного в ед. или мн. числе присоединяются личные или безличные (возвратные) суффиксы. Во втором к основе существительного дополнительно подключается афф. -ӈ, -ӈи.
Самостоятельная форма притяжательная форма образуется при помощи афф. -нӣ, -ӈӣ, прибавляемого к основе существительного в ед. или мн. числе в том случае, если это слово выступает в роли сказуемого, или заместителя имени в притяжательной форме, или инверсированного определения. Имя в притяжательной форме с афф. -ӈӣ сходно с формой самостоятельных притяжательных местоимений минӈӣ (мой), синӈӣ (твой) и т. д.
Формы обладания образуют афф. -лка̄н (мн.ч. -лка̄сал, -лка̄сэл), -чӣ (мн.ч. -чӣл), а также -лгали, -лгэли. Представление об отсутствии предмета или необладании передаётся сочетаниями с именем отрицания āчин (нет, не, без).
Выделительно-уточнительным показателем афф. низ. -нма̄, верх. -тма̄.
При сравнении с каким-либо предметом прибавляется афф. -ғачин, -ғэчин, -качин, -кэчин, -ӈачин, -ӈэчин или, если имеется в виду величина, размер, -дӣ-нин.
Увеличительные формы образуют афф. —ха̄йа̄ (—ка̄йа̄), —нӡа, -нӡе. Уменьшительные характеризуются афф. -ха̄н (-ка̄н), -хка̄н (-кка̄н). Уменьшительные и увеличительные формы могут комбинироваться.

#### Имя прилагательное
Имя прилагательное изменяется по числам и падежам в том случае, если оно употребляется самостоятельно (субстантивно) без определяемого существительного или стоят после него.

#### Имя числительное
Имена числительные характеризуются разнообразием словообразовательных возможностей, образуя 13 разрядов: количественные, количественные ограничительные, собирательные, собирательные исчерпывающие, собирательные для счёта дней или очков в игре, распределительные, распределительные приглагольные, повторительные, повторительные ограничительные, умножительные, умножительные ограничительные.
Система счёта — децимбальная, но при этом наименование для 20 является заимствованным, ср. нег. ойин, маньчж. — орин — пис. монг. хорин. Обращает на себя внимание также образование чисел 21-29 с помощью отложительного падежа числительного «двадцать» — ойиндуккой (ойиндук) омон и т. д.
| 0    | 1                  | 2               | 3        | 4         | 5         | 6         | 7         | 8          | 9         | 10    |        |
| ---- | ------------------ | --------------- | -------- | --------- | --------- | --------- | --------- | ---------- | --------- | ----- | ------ |
| ноль | омон (~омэн ~өмөн) | ӡӯл             | елан     | диғин     | тоњӈа     | њуӈун     | надан     | ӡапкун     | йеғин     | ӡа̄н   |        |
|      | 20                 | 21              | 30       | 40        | 50        | 60        | 70        | 80         | 90        | 100   | 1000   |
|      | ойин               | ойиндуккой омон | елан ӡа̄н | диғин ӡа̄н | тоњӈа ӡа̄н | њуӈун ӡа̄н | надан ӡа̄н | ӡапкун ӡа̄н | йеғин ӡа̄н | таӈгу | меӈган |

#### Местоимение
Местоимения подразделяются на разряды: личные, возвратные, притяжательные, указательные, определительные, вопросительные, неопределённые, отрицательные.
| Лицо, число        | Личные               | Притяжательные  |
| ------------------ | -------------------- | --------------- |
| 1 л., ед.ч.        | Би (Я)               | Минӈӣ (Мой)     |
| 2 л., ед.ч.        | Си (Ты)              | Синӈӣ (Твой)    |
| 3 л., ед.ч.        | Ноӈан (Он, она, оно) | Ноӈанӈӣ (его)   |
| 1л., мн.ч. (искл.) | Бу (Мы)              | Мунӈӣ (Наш)     |
| 1л., мн.ч. (вкл.)  | Биттэ ~Бит (Мы)      | Биттэӈӣ (Наш)   |
| 2 л., мн.ч..       | Су (Вы)              | Сунӈӣ (Ваш)     |
| 3 л., мн.ч.        | Ноӈатил (Они)        | Ноӈалӈӣтин (Их) |

Примечание: личные местоимения 1-го л. мн.ч. различаются на включающую и исключающую формы. Включающая форма подразумевает когда речь идёт о всех присутствующих лицах или участвующих лицах в каком-либо действии (мы все) и исключающая форма, имеющая в виду только часть действующих лиц (Мы (без вас/без них)).
| Падеж          | 1-е лицо            | 1-е лицо            | 1-е лицо              |
| Падеж          | Ед.ч.               | Мн.ч.               | Мн.ч.                 |
| Падеж          | Ед.ч.               | искл.               | вкл.                  |
| -------------- | ------------------- | ------------------- | --------------------- |
| Именительный   | би (Я)              | бу (Мы)             | биттэ ~бит (Мы)       |
| Винительный    | мин-э-вэ            | мун-э-вэ            | биттэ-вэ ~бит-пэ      |
| Дательный      | мин-дӯ              | мун-дӯ              | биттэ-дӯ ~бит-тӯ      |
| Нарпавительный | мин-э-ткӣ ~мин-тикӣ | мун-э-ткӣ ~мун-тикӣ | биттэ-ткӣ ~бит-тикӣ   |
| Местный        | мин-дула̄            | мун-дула̄            | биттэ-ла̄ ~бит-тула̄    |
| Продольный     | мин-дулӣ            | мун-дулӣ            | биттэ-лӣ ~бит-тулӣ    |
| Отложительный  | мин-дуккэй          | мун-дуккэй          | биттэ-дуккэй ~бит-тук |
| Творительный   | мин-ӡи              | мун-ӡи              | биттэ-ӡи ~бит-и-т     |

| Падеж          | 2-е лицо            | 2-е лицо            | 3-е лицо             | 3-е лицо        |
| Падеж          | Ед.ч.               | Мн.ч.               | Ед.ч.                | Мн.ч.           |
| -------------- | ------------------- | ------------------- | -------------------- | --------------- |
| Именительный   | си (Ты)             | су (Вы)             | ноӈан (Он, она, оно) | ноӈатил (Они)   |
| Винительный    | син-э-вэ            | сун-э-вэ            | ноӈан-ма̄-н           | ноӈан-ба-тин    |
| Дательный      | син-дӯ              | сун-дӯ              | ноӈан-дӯ-н           | ноӈан-дӯ-тин    |
| Направительный | син-э-ткӣ ~син-тикӣ | сун-э-ткӣ ~сун-тикӣ | ноӈан-тихӣ-н         | ноӈан-тихӣ-тин  |
| Местный        | син-дула̄            | сун-дула̄            | ноӈан-дула̄-н         | ноӈан-дула̄-тин  |
| Продольный     | син-дулӣ            | сун-дулӣ            | ноӈан-дулӣ-н         | ноӈан-дулӣ-тин  |
| Отложительный  | син-дуккэй          | сун-дуккэй          | ноӈан-дукки-н        | ноӈан-дукки-тин |
| Творительный   | син-ӡи              | сун-ӡи              | ноӈан-ӡи-н           | ноӈан-ӡи-тин    |

Притяжательные местоимения имеют две формы — несамостоятельную и самостоятельную. Первая выступает в качестве определения при имени с притяжательными аффиксами, и в этом случае используется либо именительный падеж личных местоимений (для всех лиц), либо склоняемая основа (для 1 и 2 лица ед. и мн. числа, а также для возвратного местоимения ма̄н («свой»)). При самостоятельном употреблении указанные основы принимают афф. -нӣ ~ -ӈӣ.
К местоимениям определительным относятся: чопал, опкачи («весь»), ге̄ («другой»), хоӈтэ («иной»), ха̄нин («некоторый»), е̄мада̄ («всякий»), ма̄нэка̄н («сам»).
Местоимения неопределённые образуются от вопросительных с присоединением частиц -да̄, -вал, -вэл, -ха̄ (-ка̄): е̄хун-да̄, е̄хун-ка̄ («что-то»), е̄хун-мал («что-нибудь»), нӣ-да̄, нӣ-ка̄ («кто-то»), нӣ-вэл («кто-нибудь»). При отрицании местоимения неопределённые приобретают значение отрицательных: бэйе—да̄, е̄хун-да̄ а̄чин («нет ни человека, ни чего-то ещё»); е̄ва—да̄ эсим ва̄йа («никого не убиваю»).

#### Глагол
Глагол имеет формы причастий, деепричастий и обладает следующими грамматическими категориями: залог, вид, наклонение, время, лицо и число.
Форм залога глагола в негидальском языке семь: средний (-Ø), действительный (-Ø), страдательный (афф. -в, -му), средне-возвратный (афф. -п), взаимный (афф. -ма̄т-/ч-, -мэ̄т-/ч-), совместный (афф. -лди) и побудительный залог (афф. -вка̄т-/ч-, -вкэ̄т-/ч-, -мка̄т-/ч-, -вкэ̄т-/ч-).
Видов глаголов девять: совершенный и несовершенный виды (-Ø), продолжительный (-т/ч-), многократный (суфф. -кта), длительный (афф. -с), повторный (по отношению ко времени) (афф. -ват, -пат, -мат), вид повторного или обратного действия (афф. -йги, -ги), начинательный (афф. -л), отправительный вид (афф. -на̄, -нэ̄).
Наклонений в негидальском языке семь: изъявительное (настоящее, прошедшее, прошедшее результативное, давно-прошедшее результативное, будущее время), повелительное (настоящее и будущее время), предостерегательное, сослагательное (две формы), предположительно-вероятное (две формы), потенциальное (настоящее, прошедшее и будущее время) и долженствовательное наклонение (настоящее и будущее время).
В негидальском языке можно выделить следующие глагольные времена: настоящее, прошедшее, прошедшее результативное, давно-прошедшее результативное, будущее, одновременное, разновременное, разновременно-длительное, условно-временное, прошедшее одновременное.
Отрицательная форма глагола образуется аналитически с помощью вспомогательного отрицательного глагола э- (не делать чего-либо) в сочетании с неизменяемой причастной формой с аффиксом -йа, -йе или его фонетическимм вариантами. Модальные отрицательные глаголы употребляются с деепричастием одновременным с аффиксом -мӣ. Глаголы выражающие намерение совершить действие, употребляются с безличной (возвратной) формой цели.
Причастие обозначает процессуальный признак предмета или процесс, мыслимый субративно. Характеризуется именными формами словоизменения: числа, падежа, притяжения. Для причастий может быть названо 9 форм, из которых 6 оставляют группу активных (настоящего (афф. -йӣ), прошедшего (афф. -ча (-йӣ)), будущего времени (афф. -ӡа (-йӣ)), обычное (афф. -вкӣ), недавно-прошедшее (афф. -макта) и возможности действия (афф. -на̄т) и 3 пассивных (настоящего (афф. -ввӣ), прошедшего (афф. -в-ча-(-йӣ)) и давно-прошедшего времени (афф. -пла)).
Деепричастия представлено двумя разновидностями формами неизменяемыми (одновременное (афф. -нахан), разновременное (афф. -йа̄н), разновременно-длительное (афф. -мдин/-мнин, -мдихан), условное (афф. -мӣ, -йӣ би-мӣ, -йӣ би-мӣ)) и формами спрягаемыми (условно-временное, прошедшее-одновременное (афф. -ӈаса-), форма цели (афф. -да̄-), предела (афф. -хнан-ин) и предварительная (афф. -дала̄-н)). В предложении деепричастие выступает в роли обстоятельства, предактивного члена деепричастного оборота, образуя распространённое обстоятельство в отношении главного действия и знаменательного компонента сказуемого
Простые деепричастия морфологически не изменяются, употребляются для выражения зависимого действия, производимого субъектом главного действия. Притяжательные деепричастия имеют лично-притяжательные аффиксы (если главное и второстепенное действия совершаются разными субъектами) и — за исключением условно-временного деепричастия — возвратно-притяжательные аффиксы (в том случае, если главное и второстепенное действия совершаются одним субъектом).

### Словари
- Schmidt (Šmits) Paul. The language of the Negidals. — Riga: «Acta Universitatis Latviensis», 1923.

### Учебная литература
- Казарова А. В., Надеина Д. И., Берелтуева Д. М. Неғида хэсэнин. Электронное фонетическое справочное пособие по негидальскому языку.. — Хабаровск: По заказу министерства природных ресурсов Хабаровского края ООО «Портал Хабаровск»,, 2009..
- Д. М. Берелтуева, А. В. Казарова, Д. И. Надеина. Њеғида букварь: учебное пособие для не владеющих негидальским языком 1-го обучения: цв. ил.; 26 см; : 200 экз.. — Хабаровск : Частная коллекция, 2016. — С. 110. — ISBN 978-5-7875-0120-9.